# Уштедите купујући
Уштедите купујући (преименовано у Уштедите купујући: Ол-старс у трећој сезони) је америчка ријалити емисија режирана од стране Sharp entertainment-a, која је почела са приказивањем на TLC каналу у Сједињеним Америчким Државама и у Канади.

## Историја
Екстремно купонирање је активност чији је циљ уштедети што је више могуће новца, а истовремено купити што више намирница. Концепт "екстремног купонирања" први пут поменут је од стране Wall Street Journal-а, 8. марта 2010. године, у чланку под насловом "Тешка времена претварају коришћење купона у најновији екстремни спорт". Двадесет петог марта, 2010. године, ABC Nightline емитује трећу сезону са сегментом под називом "Екстремно купонирање: Колико далеко можете са 50 долара?"
Уштедите купујући је шоу о купцима који се фокусирају да коришћењем купона уштеде док истовремено узимају велике количине производа. Шоу је прегледан децембра 2010. године; након што је премашио очекивања са преко 2 милиона гледалаца, добио је статус емисије и кренуо са регуларним приказивањем априла 2011. године.
Шестог јуна, 2011. TLC је објавио наручивање друге сезоне емисије Уштедите купујући. Премијера је била у среду, 28. септембра 2011. године.
Трећа сезона започела је приказивање 28. маја 2012.
Двадесетог новембра, 2015. године, шоу се вратио на телевизијску кућу Discovery Family, сродну кућу TLC-ја, и преименован је док се приказивао за време сезоне Дана захвалности. Сада се регуларно приказује четвртком увече на Discovery Family каналу.

## Пријем
Колумнисткиња New York Times-a, Вирљџинија Хефернан је описала овај шоу као "једноставан поглед на комлексну драму америчког трошења и парадокс парсимоније." Критичарка "E! Online"-а, Џенифер Ароу назвала је ово "рецесионистичком серијом коју обележава "много безобразне, експлоатативне 'стварности'" и где учесници "једноставно дају све од себе да развуку доларе како би обезбедили мало више за своје породице". Кен Такер из Entertainment Weekly-ја примето је да је емисија "изазвала неке екстремне реакције" и назвао је "умешним примером два елемента који тренутно плутају државом", наводећи "фасцинацију екстремним понашањем док се филтрира кроз ријалити ТВ" и "чињеницу да многи људи немају толико новца као некада."
Емисија се нашла на удару критика потрошачких блогера и стручњака као што је Џил Каталдо који говори о потенцијалној злоупотреби купона у емисији. Радње као што су коришћење купона за неодговарајуће артикле, коришћење фалсификованих купона, и подстицање компулзивног гомилања наводе се као разлози за довођење у питање аутентичности емисије. 

## Епизоде
| Сезона | Сезона   | Епизоде | Премијерно приказивање | Премијерно приказивање |
| Сезона | Сезона   | Епизоде | Прво приказивање       | Последње приказивање   |
| ------ | -------- | ------- | ---------------------- | ---------------------- |
|        | 1        | 13      | 26. децембар, 2010.    | 15. јун, 2011.         |
|        | 2        | 12      | 9. септембар, 2011.    | 23. новембар, 2011.    |
|        | Ол-старс | 6       | 27. децембар, 2011.    | 17. јануар, 2011.      |
|        | 4        | 8       | 30. мај, 2012.         | 25. јун, 2012.         |
|        | 5        | 8       | 12. новембар, 2012.    | 4. децембар, 2012.     |